# Обчице
Обчице (словен. Občice) су насељено место у саставу општини Долењске Топлице, регија Југоисточна Словенија, Словенија.

## Историја
До територијалне реорганизације у Словенији биле су у саставу старе општине Ново Место.

## Становништво
У попису становништва из 2011. године, Обчице су имале 65 становника.
| Број становника према пописима | Број становника према пописима | Број становника према пописима |
| ------------------------------ | ------------------------------ | ------------------------------ |
| 1991                           | 2002                           | 2011                           |
| 58                             | 56                             | 65                             |

## Галерија
- Кочеварски народни плес
- поток Чрмошњичица